# (22143) Cathyfowler
(22143) Cathyfowler (2000 VL37) – planetoida z grupy pasa głównego asteroid okrążająca Słońce w ciągu 3,34 lat w średniej odległości 2,23 j.a. Odkryta 1 listopada 2000 roku.